# Red Velvet Car
Red Velvet Car je třinácté studiové album skupiny Heart, které vyšlo 31. srpna 2010. Album se umístilo na desáté pozici v americkém žebříčku Billboard 200.

## Seznam skladeb
| Pořadí         | Název           | Autor                               | Délka |
| -------------- | --------------- | ----------------------------------- | ----- |
| 1.             | There You Go    | N. Wilson, A. Wilson, Bartock       | 3:36  |
| 2.             | WTF             | N. Wilson, A. Wilson, Bartock, Mink | 3:26  |
| 3.             | Red Velvet Car  | N. Wilson, A. Wilson, Mink          | 2:59  |
| 4.             | Queen City      | N. Wilson, A. Wilson, Bartock       | 4:16  |
| 5.             | Hey You         | N. Wilson, Mink                     | 4:13  |
| 6.             | Wheels          | N. Wilson, A. Wilson, Ennis, Mink   | 3:06  |
| 7.             | Safronia's Mark | N. Wilson, A. Wilson, Bartock       | 4:03  |
| 8.             | Death Valley    | N. Wilson, A. Wilson, Mink          | 3:55  |
| 9.             | Sunflower       | N. Wilson, A. Wilson, Mink          | 3:42  |
| 10.            | Sand            | N. Wilson, A. Wilson, Ennis, Cox    | 4:07  |
| Celková délka: | Celková délka:  | Celková délka:                      | 37:46 |

## Sestava
- Ann Wilson – zpěv, flétna
- Nancy Wilson – elektrická kytara, elektrická kytara, mandolína, autoharfa, zpěv
- Ben Mink – elektrická kytara, akustická kytara lap steel kytara, viola, klávesy
- Craig Bartock – dobro
- Ric Markmann – baskytara
- Ben Smith – bicí, perkuse